# Mijazaki Goró
Mijazaki Goró (宮崎 吾朗; Hepburn: Gorō Miyazaki; Tokió, 1967. január 21. –) japán filmrendező és tájépítész. A Studio Ghibli egyik alapítójának, a híres Mijazaki Hajaónak fia. Goró vonakodva lépett apja nyomdokaiba, filmes karrierjének kezdete előtt sok évig tájépítészként dolgozott. Két filmet rendezett, a Földtenger varázslóját 2006-ban és a Kokuriko-zaka karát 2011-ben.

## Korai évei
Mijazaki Goró Mijazaki Hajao és Óta Akemi animátorok fiaként született Tokióban 1967. január 21-én. Gyermekévei alatt bátyjával, Keiszukéval szülei munkáiból származó vázlatrajzokat tanulmányozott. Középiskolás diákként Goró úgy vélte, hogy soha nem érhet arra a szintre, amelyet apja ért el, ezért inkább a földművelés iránt kezdett érdeklődni. Miután diplomát szerzett a Sinsú Egyetem Mezőgazdasági Karán, Goró építési szaktanácsadóként dolgozott parkok és kertek megtervezésében. 1998-ban Gorót kérték fel a mitakai Ghibli Múzeum megtervezésére, majd 2001 és 2005 között annak rendezőjeként dolgozott.

## Pályafutása
Mijazaki Goró első filmje a Földtenger varázslója volt, Ursula K. Le Guin Szigetvilág regényciklusának adaptációja. A forgatókönyvét Goró és Niva Keiko írta, az animációs munkákhoz eredetileg csak tanácsadóként csatlakozott, de később őt bízták meg a képes forgatókönyv elkészítésével. Miután Szuzuki Tosio producer megtekintette, úgy döntött, hogy Mijazakinak kellene rendeznie a filmet.
Szuzuki ezen döntése konfliktushoz vezetett Mijazaki és apja között, mivel Mijazaki Hajao úgy vélte, hogy fia nem rendelkezik kellő tapasztalattal egy film rendezéséhez. Állítólag a film forgatása alatt nem is beszéltek egymással. Ennek ellenére Mijazaki Goró eltökélt volt, hogy befejezze a projektet.
Goró 2006. június 28-án tartotta meg első bemutatóját a kész Földtenger varázslójáról, amelyet apja is figyelemmel kísért. Hajaót úgy látták, hogy „elfogadja Gorót” és azután egy üzenetet küldött fiának, melyben azt írta, hogy a film „becsülettel készült, így jó volt.” A film 2006. július 29-én jelent meg vegyes fogadtatás mellett és 68 millió dollár bevételt hozott világszerte. Azonban a Földtenger varázslója megjelenésének évében megkapta Japánban a Bunsun Kiicsigo díjat (a japán Arany Málna díjat) a „legrosszabb film”, Mijazaki Goró pedig „legrosszabb rendező” kategóriában. A filmet jelölték 2007-ben a Japan Academy Prize-ra az év animációja kategóriában és beválasztást nyert az Out of Competition szekcióba a 63. Velencei Nemzetközi Filmfesztiválon.
2011-ben Mijazaki rendezte a Kokuriko-zaka karát, amely Takahasi Csizuru és Szajama Tecuró 1980-as Kokurikozaka kara című mangáján alapult. Az adaptációt Mijazaki Hajao és Niva Keiko írta. A film 2011. július 16-án jelent meg Japánban pozitív fogadtatás mellett. A Kokuriko-zaka kara 2012-ben elnyerte a Japan Academy Prize az év legjobb animációjának járó díját.

## Fordítás
- Ez a szócikk részben vagy egészben  a   Gorō Miyazaki című angol Wikipédia-szócikk ezen változatának fordításán alapul.  Az eredeti cikk szerkesztőit annak laptörténete sorolja fel. Ez a jelzés csupán a megfogalmazás eredetét és a szerzői jogokat jelzi, nem szolgál a cikkben szereplő információk forrásmegjelöléseként.